# Efekt Wieganda
Efekt Wieganda – to zjawisko fizyczne odkryte przez Johna R. Wieganda. Specjalny drut z rdzeniem z materiału magnetycznie miękkiego oraz otulinie z materiału magnetycznie twardego, nazwany drutem Wieganda, posiada dzięki swojej budowie bistabilną charakterystykę magnesowania. W skład czujnika wchodzi także cewka, a w trakcie przemagnesowywania drutu zachodzi skok Barkhausena.
Zjawisko to znalazło zastosowanie w wielu czujnikach pomiarowych, a zaletą jego jest m.in. brak napięcia zasilającego czujnik oraz zakres pracy od -70°C do +200°C.